# Jaime Aparicio Otero
Jaime Aparicio Otero (La Paz, Bolivia, 30 de agosto de 1955) es abogado, diplomático de carrera, periodista, profesor en la Universidad George Washington y asesor jurídico y político con base en Washington.
Jaime es analista y trabaja en asuntos internacionales públicos y privados en Latinoamérica, el Caribe, Norteamérica y Europa. Tiene una licenciatura en Derecho de la Universidad Mayor de San Andrés de La Paz y un diploma del Instituto de Estudios Políticos de París.
Aparicio fue embajador de Bolivia ante la Organización de Estados Americanos (OEA). Su firma de abogados, Aparicio, Arp & Associates LLC representó a la francesa Maude Versini.
Aparicio fue embajador de Bolivia en los Estados Unidos de América y luego presidente del Comité Jurídico Interamericano de la Organización de Estados Americanos.
Antes de asumir este cargo el embajador fue viceministro de Relaciones Exteriores y ministro Interino de Relaciones Exteriores de Bolivia.

## Vida privada y antecedentes familiares
Jaime Aparicio nació en La Paz el 30 de agosto de 1955, tres años después de la Revolución Nacional Boliviana. Es hijo de Elisa Otero Calderón y Enrique Aparicio Chopitea, una familia de reputación. Su padre Enrique, nació en Sucre, Bolivia, obtuvo un doctorado (Ph.D) en la prestigiosa Columbia University en Salud Pública, fue profesor y rector en la Facultad de Medicina de la Universidad Mayor de San Andrés. La madre de Jaime, Elisa, era hermana de Jaime Otero Calderón un congresista, alcalde, ministro, líder político, intelectual y periodista boliviano.
La prima de Jaime, Maria Otero fue la primera viceministra de Gobierno para Seguridad Civil, Democracia y Derechos Humanos bajo el Gobierno de Obama. María es también la Latina de más alto rango en la Historia del Departamento de Estado.
Jaime estudió Derecho en la Universidad Mayor de San Andrés en La Paz, Bolivia, luego hizo la carrera diplomática en la Academia Diplomática Boliviana.
Luego estudió Jurisdicción Universal en La Sorbona y Ciencias Políticas en el Instituto de Estudios Políticos en París, Francia y Relaciones Internacionales en la Fondazione Di Ricerche E Studi Internazionali, Farnesina, en Florencia, Italia.
Aparicio es divorciado y tiene tres hijos.

## Sector privado

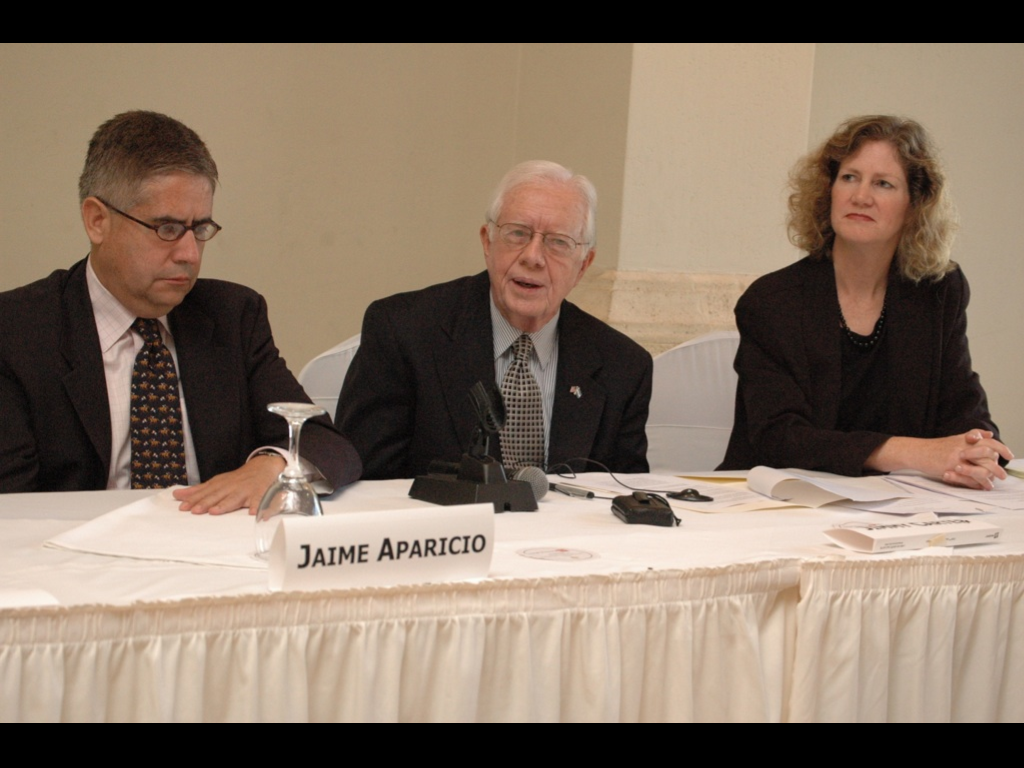
Ambassador Aparicio with Jimmy Carter

Previamente, Jaime Aparicio fue enviado en misiones especiales para el Centro Carter para asuntos relacionados con el monitoreo de elecciones y resolución de conflictos políticos en Nicaragua, Ecuador y Costa Rica. Aparicio fue previamente consultor político en la firma especializada en relaciones con Gobiernos Newlink Political.
Jaime fue Presidente del Comité Jurídico Interamericano de la Organización de Estados en el cual fue elegido unánimemente por los 34 países de la Organización como miembro de la directiva por cuatro años. El Comité, con sede en Río de Janeiro, es un cuerpo jurídico de consultoría en temas internacionales. El Comité tuvo un rol capital en la redacción del Tratado Interamericano anticorrupción, la resolución sobre los Elementos Esenciales de la Democracia Representativa y los Diez Principios del Acceso a la Información Pública.
Previamente, de mayo de 1997 a diciembre del 2002, trabajó en la Organización de Estados Americanos primeramente como Senior Advisor to the Secretary General y expresidente de Colombia César Gaviria. Luego como Secretario Ejecutivo de la Cumbre de las Américas. En este último cargo coordinó la cumbre de los 34 presidentes de los Estados Americanos en la ciudad de Quebec, Canadá en el 2002. En la Organización de Estados Americanos, el embajador Aparicio tuvo experiencia en el terreno de manejo de crisis política, conflictos electorales, mediación política y amenazas a la democracia en América Latina y el Caribe. En este cargo estableció mecanismos institucionales para la sociedad civil de participación en el proceso de la Cumbre de las Américas.
Coordinó esfuerzos de la Organización para iniciar el diálogo con empresas privadas de América para promover el Responsabilidad Social Corporativa como un factor clave para contribuir al desarrollo sostenible.

## Aparicio, Arp and Associates LLC

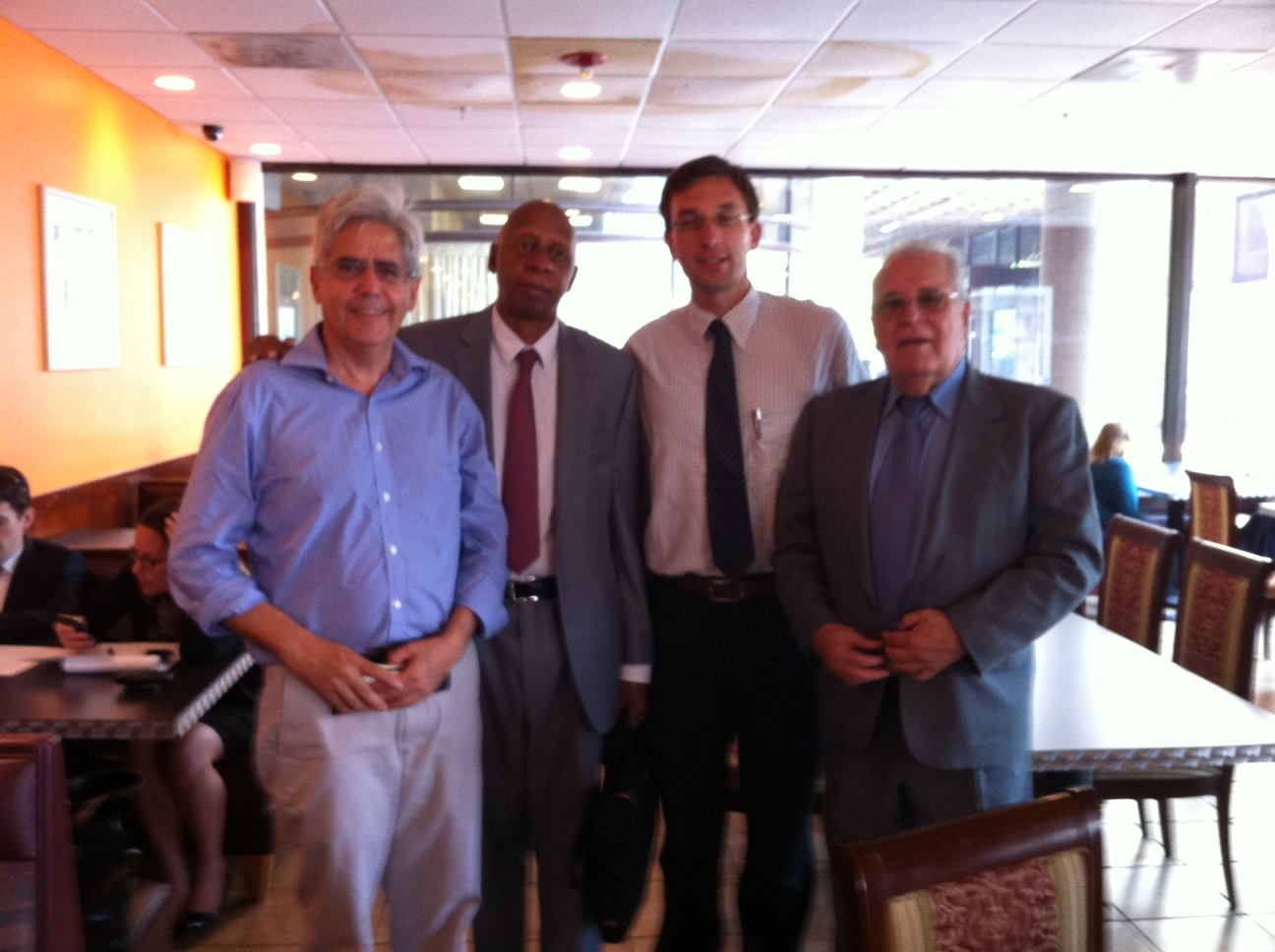
Ambassador Aparicio with Cuban dissidents and human rights activists Guillermo Fariñas and Elizardo.

El Embajador Aparicio fundó su firma de consultoría jurídica Aparicio, Arp & Associates LLC en el 2010. Ésta se especializa en Derecho Internacional público y privado.
Aparicio, Arp and Associates LLC representó entre otros a la francesa Maude Versini in her case against the State of México en la Comisión Interamericana de Derechos Humanos en Washington D. C. Maude, ciudadana francesa se divorció de Arturo Montiel, exgobernador del Estado de México y retornó a Francia con sus hijos. En diciembre del 2011 los hijos regresaron a México para pasar las fiestas con su padre y nunca más regresaron a Francia.
Durante los siguientes 3 años la madre, Maude, no tuvo acceso a los niños.
Luego de que la firma Aparicio, Arp & Associates presentará el caso el 6 de marzo de 2015, la CIDH decidió otorgar medidas precautelares (PM314-13) exigiendo que el Estado de México garantice inmediatamente el acceso a los hijos a la madre.